# Västra Husby församling
Västra Husby församling var en församling i Linköpings stift inom Svenska kyrkan i Söderköpings kommun. Församlingen uppgick 2011 i Östra Ryds församling.
Församlingskyrka var Västra Husby kyrka.
Församlingen hade 2008 1 477 invånare.

## Administrativ historik

Vapnet antaget 1979.

Församlingen har medeltida ursprung.
Församlingen utgjorde till 1 maj 1932 ett eget pastorat, för att från 1932 till 1962 vara moderförsamling i Västra Husby och Gårdeby. Från 1962 till 2010 var församlingen annexförsamling i pastoratet Östra Ryd, Västra Husby och Gårdeby. Församlingen uppgick 2011 i Östra Ryds församling.
Församlingskod var 058204.

## Kyrkoherdar
| Ämbetstid | Namn                      | Levnadstid | Övrigt                                       |
| --------- | ------------------------- | ---------- | -------------------------------------------- |
| 1377      | Tholf                     |            |                                              |
|           | Ingemarus                 |            |                                              |
| 1521      | Jonas Erici               |            |                                              |
| 1527      | Johannes Caroli           |            |                                              |
| 1555      | Håkan                     |            |                                              |
| 1567-1611 | Matthias Petri Upplänning | 1533-1611  |                                              |
| 1614-1623 | Johannes Ljurenius        | -1623      |                                              |
| 1624-1635 | Johannes Arendt           | 1589-1635  |                                              |
| 1637-1656 | Joannes Magni Kierstadius | 1593-1656  |                                              |
| 1658-1689 | Magnus Rosenius           | 1609-1689  |                                              |
| 1690-1702 | Samuel Talén              | 1646-1702  |                                              |
| 1702-1714 | Johannes Bjugg            | 1669-1736  | Senare kyrkoherde i Österslövs församling.   |
| 1715-1751 | Magnus Fornelius          | 1672-1751  |                                              |
| 1752-1762 | Andreas Lejman            | 1703-1762  |                                              |
| 1763-1765 | Hans Kindblom             | 1702-1765  |                                              |
| 1766-1793 | Magnus Fornelius          | 1718-1793  |                                              |
| 1794-1810 | Emund Juringius           | 1751-1810  |                                              |
| 1812–1816 | Per Laurenius             | 1758–1822  | Senare kyrkoherde i Östra Stenby församling. |
| 1816-1818 | Nils Lorentz Meurling     | 1763-1818  |                                              |
| 1818–1825 | Anders Eric Widmark       | 1774–1854  | Senare kyrkoherde i Östra Stenby församling. |
| 1825-1841 | Johan Daniel Rudelius     | 1772-1841  |                                              |
| 1842–     | Johan Ludvig Frieberg     |            | Senare kyrkoherde i Nykils församling.       |
| 1856-1867 | Carl Anders Brodin        | 1796-1867  |                                              |
| 1869–1878 | Levin Christian Wiede     | 1804–1882  | Senare kyrkoherde i Ekebyborna församling.   |
| 1879-1921 | Carl Magnus Wezén         | 1832-1928  |                                              |

### Komministrar
| Ämbetstid | Namn                        | Levnadstid | Övrigt                                           |
| --------- | --------------------------- | ---------- | ------------------------------------------------ |
| 1636-1660 | Arvidus                     | -1660      |                                                  |
| 1669-1678 | Ericus Andrea e Amemontanus | 1601-1680  |                                                  |
| 1678      | Johannes Humble             |            | Senare komminister i Västra Skrukeby församling. |
| 1681–1695 | Petrus Hulthijn             | 1652–1707  | Senare kyrkoherde i Mjölby församling.           |
| 1695–1708 | Johannes Regnerus           | 1666–1739  | Senare kyrkoherde i Mjölby församling.           |
| 1708–1723 | Anders Moselius             | 1673–1732  | Senare kyrkoherde i Gårdeby församling.          |
| 1723-1751 | Anders Engius               | 1689-1751  |                                                  |
| 1752      | Magnus Fornelius            |            | Senare kyrkoherde i församlingen.                |
| 1767-1777 | Per Hertzman                | 1732-1777  |                                                  |
| 1778-1793 | Johan Wigius                | 1742-1793  |                                                  |
| 1794-1803 | Jonas Wagner                | 1748-1803  |                                                  |
| 1805–1812 | Per Laurenius               | 1758–1822  | Senare kyrkoherde i Östra Stenby församling.     |
| 1811      | Johan Daniel Rudelius       | 1772-1841  | Senare kyrkoherde i församlingen.                |
| 1819–1825 | Carl Peter Isacsson         | 1776–1831  | Senare kyrkoherde i Gårdeby församling.          |
| 1826-1851 | Olof Grönblad               | 1780-1851  |                                                  |
| 1851      | Fredrik Östberg             | 1808-1869  | Senare kyrkoherde i Mogata församling.           |
| 1858-1888 | Pehr Gustaf Holmstedt       | 1799-1888  |                                                  |

### Huspredikanter
Huspredikanter på Hylinge.
| Ämbetstid | Namn                  | Levnadstid | Övrigt                                        |
| --------- | --------------------- | ---------- | --------------------------------------------- |
| 1753      | Johan Falk            |            | Senare kyrkoherde i Mjölby församling.        |
| 1761      | Hans Georg Strand     |            | Senare kyrkoherde i Östra Ny församling.      |
| 1812      | Samuel Pehr Laurenius |            | Senare komminister i Östra Stenby församling. |

## Klockare och organister
| Ämbetstid | Namn               | Levnadstid | Kommentarer             |
| --------- | ------------------ | ---------- | ----------------------- |
| 1783–1795 | Olof Molander      | 1750–1795  | Organist och klockare   |
| 1796–1797 | Åström             |            | Klockare, vice organist |
| 1797–1814 | Anders Hallberg    | 1766–1814  | Organist och klockare   |
| 1814–1835 | Lars Apelstam      | 1784–1835  | Organist och klockare   |
| 1835–1863 | Per Johan Björling | 1811–1863  | Organist                |
| 1863–1898 | Karl Magnus Falén  | 1822–1902  | Organist, skollärare    |

### Klockare
| Ämbetstid | Namn             | Levnadstid | Kommentarer |
| --------- | ---------------- | ---------- | ----------- |
| 1664–1665 | Bonde Andersson  |            | Klockare    |
| 1670–1671 | Swen             |            | Klockare    |
| 1673      | Johan            |            | Klockare    |
| 1675      | Inge Persson     |            | Klockare    |
| 1677–1678 | Jöns             |            | Klockare    |
| 1688–1711 | Anders Arvidsson | –1711      | Klockare    |
| 1714–1726 | Måns Johansson   | 1687–1727  | Klockare    |
| 1733      | Carl Stryf       |            | Klockare    |
| 1739–1770 | Giöran Gillbom   |            | Klockare    |

### Organist
| Ämbetstid | Namn             | Levnadstid | Kommentarer |
| --------- | ---------------- | ---------- | ----------- |
| 1675–1688 | Ingel Andersson  |            | Organist    |
| 1710      | Daniel           |            | Organist    |
| 1713–1714 | Anders Lindroth  |            | Organist    |
| 1721–1726 | Mattis Andersson |            | Organist    |
| 1733–1770 | Sven Örling      | 1708–1791  | Organist    |